# Prateći vokal
Prateći vokal ili prateći pjevač je glazbenik koji pomaže glavnom (vodećem) vokalu u pjevanju.
Prateći vokal dopunjuje vokalnu harmoniju. Ponekad može pjevati samostalno, kako bi uveo glavnoga vokala u novi dio pjesme (kiticu, pripjev ili most). U nekim glazbenim sastavima, pojedini članovi sastava uvijek su prateći vokali. Neki osim te uloge, u isto vrijeme sviraju i glazbalo, osobito u rock i metal glazbenim sastavima, najčešće bubnjeve, ritam gitaru i sl. U latinskoameričkim glazbenim sastavima, prateći vokali često sviraju udaraljke dok pjevaju. U pop i hip-hop sastavima, prateći vokali uz pjevanje i plešu na određenu koreografiju.
Prateći vokali obično ne pjevaju cijelu pjesmu, nego samo dio, često samo pripjev u pjesmi ili pjevušenje u pozadini. Iznimka je gospel glazba, u kojoj jednu pjesmu pjeva najmanje pet izvođača.